# Business Network International
Business Network International (BNI) ist ein Unternehmernetzwerk für Geschäftsempfehlungen, das 1985 vom Unternehmensberater und Autor Ivan Misner in den USA gegründet wurde.

Nach eigenen Angaben ist die Organisation politisch, religiös und weltanschaulich neutral und ist in 70 Ländern mit mehr als 275.000 Mitgliedern vertreten.
Der BNI ist ein Franchiseunternehmen mit dem Ziel der Gewinnsteigerung für die Franchiseteilnehmer.

## Deutschsprachiger Raum
Für den deutschsprachigen Wirtschaftsraum D-A-CH (Deutschland, Österreich, Schweiz) wurde 2003 BNI Deutschland als GmbH & Co. KG mit Sitz in Wien gegründet. Die ersten deutschen Unternehmerteams (Chapter) sind ebenfalls 2003 gegründet worden. Derzeit umfasst das Netzwerk im DACH-Raum 16.000 Mitglieder (Stand: 31. Dezember 2023).

## Selbstbild
Das erklärte Ziel des BNI ist eine Umsatzsteigerung der angeschlossenen Unternehmen durch neue Kontakte und Geschäftsempfehlungen. Jedes BNI-Mitglied ist angehalten stets zu überlegen, wie es anderen helfen kann. Nach dem Motto „Wer gibt, gewinnt“ sollen die Unternehmen provisionsfrei einen zusätzlichen Umsatz generieren, den sie ohne BNI nicht erreicht hätten.

## Unternehmerteams
Unternehmer treten als BNI-Mitglied Unternehmerteams bei. Jedes Team besteht aus bis zu 80 Unternehmern unterschiedlicher Fachgebiete. Jedes Fachgebiet ist in einem Unternehmerteam nur einmal vertreten.
Im Bereich von BNI Deutschland gibt es aktuell 420 Unternehmerteams, im Bereich BNI Österreich sind derzeit 90 Unternehmerteams aktiv, weltweit sind es etwa 11.500. Wichtigste Säule der Chapter sind verbindliche wöchentliche Frühstückstreffen. Diese Meetings sind fest strukturiert. Im Mittelpunkt stehen Kurzpräsentationen der Mitglieder und die Weitergabe von Unternehmensempfehlungen. Die Geschäfte werden nicht primär innerhalb des Teams gemacht, sondern es geht in erster Linie darum, einem anderen Mitglied seine Geschäftskontakte zu vermitteln und Empfehlungen von anderen Mitgliedern zu erhalten. Jeder Unternehmer muss sich nach ein oder zwei Jahren neu bei den anderen Chapter-Mitgliedern um einen Verbleib in der Gruppierung bewerben.
Die Unternehmerteams werden nicht nur weltweit, sondern auch in der jeweiligen Region durch Kennzahlen (Benchmarks) verglichen.

## Finanzierung
Mitglieder bezahlen neben einer Aufnahmegebühr einen jährlichen Mitgliederbeitrag. Dieser liegt im Jahr 2023 bei 1.250 Euro. Sie erhalten dafür ein Erfolgscontrolling, die Organisation, Workshops und ein geschlossenes Intranet, um sich regional, überregional oder weltweit mit anderen Mitgliedern online zu vernetzen. Die Kosten für das Frühstück zahlt der Schatzmeister des Unternehmerteams an das Restaurant, in dem das wöchentliche Frühstückstreffen stattfindet. Der Schatzmeister erhält wöchentlich oder monatlich den Frühstücksbeitrag von jedem Mitglied.

## Rezensionen
- Offizielles Organ der deutschen Gesellschaft für Züchtungskunde (PDF; 178 kB)
- Kontaktmanagement-Software CentralStationCRM
- FAZ, 18. Dezember 2007